# Barlád
Barlád (románul: Bârlad) municípium Vaslui megyében, Romániában. A kommunizmus kezdetéig a ma már nem létező Tutova megye székhelye volt.
A település a Moldvai hátságon, a Bârlad folyó mentén fekszik.

## Történelem
A város első írásos említése 1401-ből való, Alexandru cel Bun uralkodó idejéből.
Több alkalommal az erre vonuló tatár csapatok feldúlták és felégették: 1440-ben, 1444-ben és 1450-ben. 1475-ben Ștefan cel Mare uralkodó egy földvár építését rendeli el a település mellett azzal a céllal, hogy megállítsák az Észak-Moldovát fenyegető török csapatokat. 1802-ben földrengés, 1822-ben török csapatok, 1826-ban pedig hatalmas tűzvész pusztított a városban. Itt született 1820. március 20-án Alexandru Ioan Cuza, a Moldva–Havasalföld Egyesült Fejedelemségek uralkodója. Továbbá Gheorghe Gheorghiu-Dej 1901. március 8-án, aki a román kommunizmus egyik meghatározó képviselője volt.